# Les Yveteaux
Les Yveteaux sont une commune française, située dans le département de l'Orne en région Normandie, peuplée de 100 habitants.

## Géographie
| Saint-Hilaire-de-Briouze | La Fresnaye-au-Sauvage | La Fresnaye-au-Sauvage |
| Saint-Hilaire-de-Briouze | des Yveteaux           | La Lande-de-Lougé      |
| Saint-Hilaire-de-Briouze | Montreuil-au-Houlme    | La Lande-de-Lougé      |

### Hydrographie
La commune est située dans le bassin Seine-Normandie. Elle est drainée par le cours d'eau 01 de l'Étre Morand, le cours d'eau 01 du Bois de la Lande et le cours d'eau 02 de la Chevalerie,,.

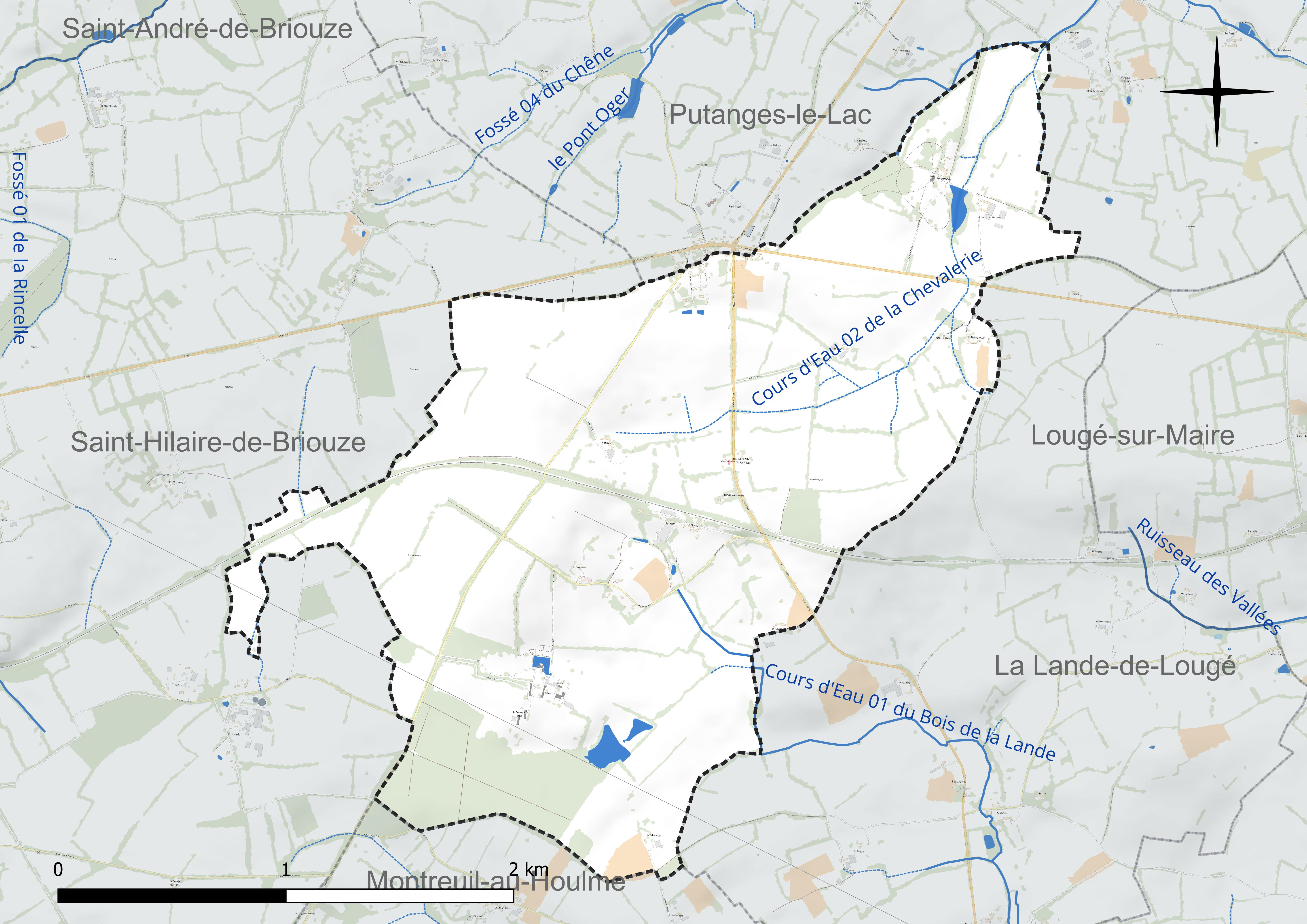
Réseau hydrographique des Yveteaux.

### Climat
Pour des articles plus généraux, voir Climat de la Normandie et Climat de l'Orne.
En 2010, le climat de la commune est de type climat océanique altéré, selon une étude du CNRS s'appuyant sur une série de données couvrant la période 1971-2000. En 2020, Météo-France publie une typologie des climats de la France métropolitaine dans laquelle la commune est exposée à un climat océanique et est dans la région climatique Normandie (Cotentin, Orne), caractérisée par une pluviométrie relativement élevée (850 mm/a) et un été frais (15,5 °C) et venté. Parallèlement le GIEC normand, un groupe régional d’experts sur le climat, différencie quant à lui, dans une étude de 2020, trois grands types de climats pour la région Normandie, nuancés à une échelle plus fine par les facteurs géographiques locaux. La commune est, selon ce zonage, exposée à un « climat contrasté des collines », correspondant au Bocage normand, bien arrosé, voire très arrosé sur les reliefs les plus exposés au flux d’ouest, et frais en raison de l’altitude.
Pour la période 1971-2000, la température annuelle moyenne est de 9,9 °C, avec une amplitude thermique annuelle de 13,5 °C. Le cumul annuel moyen de précipitations est de 856 mm, avec 13 jours de précipitations en janvier et 7,8 jours en juillet. Pour la période 1991-2020, la température moyenne annuelle observée sur la station météorologique la plus proche, située sur la commune de Briouze à 7 km à vol d'oiseau, est de 10,9 °C et le cumul annuel moyen de précipitations est de 920,5 mm,. Pour l'avenir, les paramètres climatiques de la commune estimés pour 2050 selon différents scénarios d’émission de gaz à effet de serre sont consultables sur un site dédié publié par Météo-France en novembre 2022.

## Urbanisme

### Typologie
Au 1er janvier 2024, Les Yveteaux sont catégorisés commune rurale à habitat très dispersé, selon la nouvelle grille communale de densité à sept niveaux définie par l'Insee en 2022.
Elle est située hors unité urbaine et hors attraction des villes,.

### Occupation des sols
L'occupation des sols de la commune, telle qu'elle ressort de la base de données européenne d’occupation biophysique des sols Corine Land Cover (CLC), est marquée par l'importance des territoires agricoles (93 % en 2018), en diminution par rapport à 1990 (94,4 %). La répartition détaillée en 2018 est la suivante : 
terres arables (44,5 %), prairies (43,4 %), forêts (5,6 %), zones agricoles hétérogènes (5,1 %), zones urbanisées (1,4 %). L'évolution de l’occupation des sols de la commune et de ses infrastructures peut être observée sur les différentes représentations cartographiques du territoire : la carte de Cassini (XVIIIe siècle), la carte d'état-major (1820-1866) et les cartes ou photos aériennes de l'IGN pour la période actuelle (1950 à aujourd'hui).

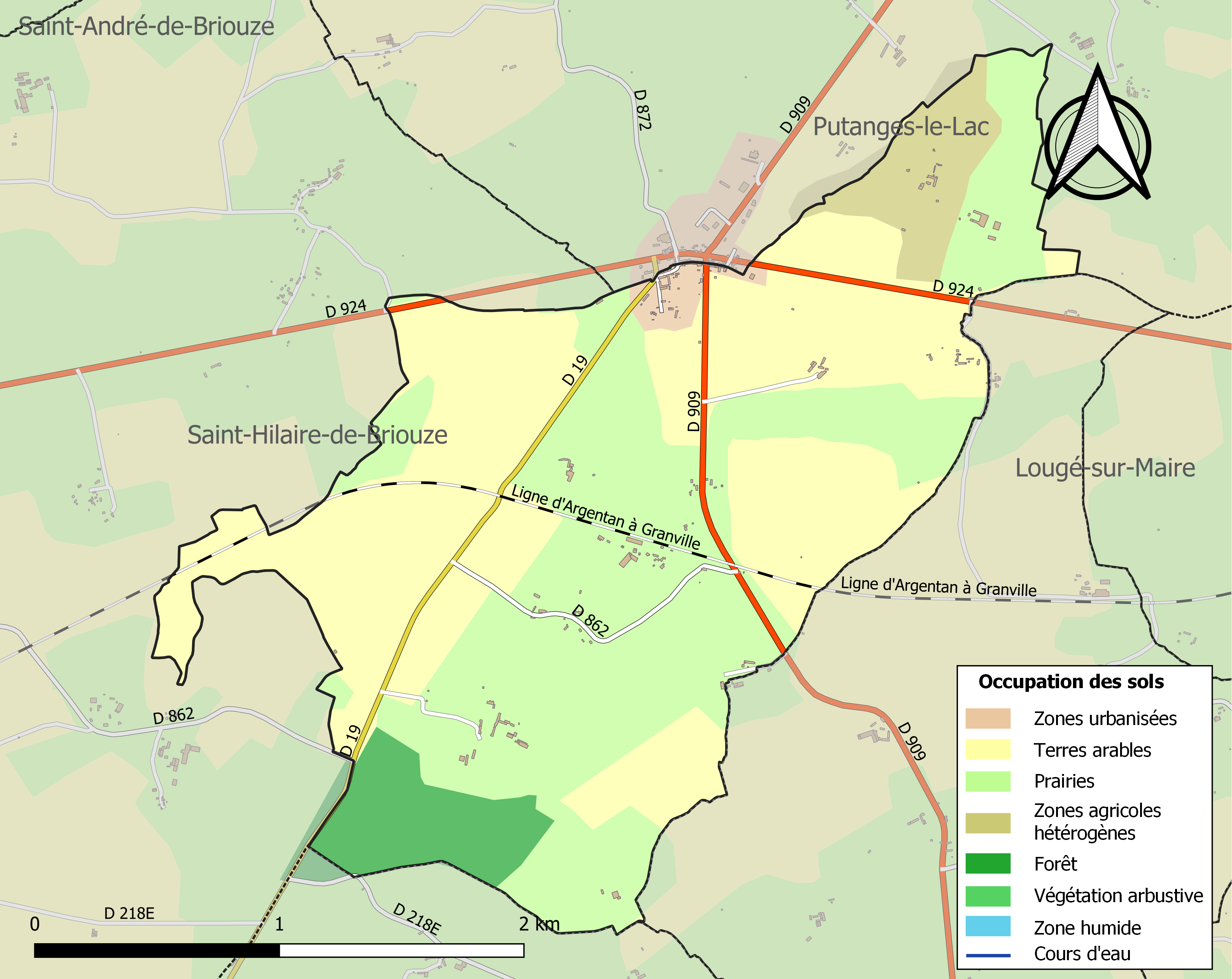
Carte des infrastructures et de l'occupation des sols de la commune en 2018 (CLC).

## Toponymie
René Lepelley attribue l'origine du toponyme Les Yveteaux à un diminutif du gaulois ivos, « if ». « Les petits ifs ».

## Histoire
En 1821, Les Yveteaux (357 habitants) absorbent Les Authieux (24 habitants), au nord de son territoire.

## Politique et administration
| Période                                  | Période   | Identité               | Étiquette | Qualité      |
| ---------------------------------------- | --------- | ---------------------- | --------- | ------------ |
| 1989                                     | mars 2014 | André Le Secq          | SE        | Agriculteur  |
| mars 2014                                | En cours  | Marie-Cécile Leperlier | SE        | Agricultrice |
| Les données manquantes sont à compléter. |           |                        |           |              |

Le conseil municipal est composé de onze membres dont le maire et un adjoint.

## Démographie
L'évolution du nombre d'habitants est connue à travers les recensements de la population effectués dans la commune depuis 1793. Pour les communes de moins de 10 000 habitants, une enquête de recensement portant sur toute la population est réalisée tous les cinq ans, les populations de référence des années intermédiaires étant quant à elles estimées par interpolation ou extrapolation. Pour la commune, le premier recensement exhaustif entrant dans le cadre du nouveau dispositif a été réalisé en 2006.
En 2022, la commune comptait 100 habitants, en évolution de −1,96 % par rapport à 2016 (Orne : −3,21 %, France hors Mayotte : +2,11 %).
Les Yveteaux ont compté jusqu'à 438 habitants en 1806.
| 1793 | 1800 | 1806 | 1821 | 1836 | 1841 | 1846 | 1851 | 1856 |
| ---- | ---- | ---- | ---- | ---- | ---- | ---- | ---- | ---- |
| 404  | 393  | 438  | 357  | 355  | 333  | 342  | 338  | 313  |

| 1861 | 1866 | 1872 | 1876 | 1881 | 1886 | 1891 | 1896 | 1901 |
| ---- | ---- | ---- | ---- | ---- | ---- | ---- | ---- | ---- |
| 325  | 309  | 301  | 267  | 268  | 266  | 279  | 250  | 240  |

| 1906 | 1911 | 1921 | 1926 | 1931 | 1936 | 1946 | 1954 | 1962 |
| ---- | ---- | ---- | ---- | ---- | ---- | ---- | ---- | ---- |
| 230  | 228  | 190  | 189  | 167  | 187  | 151  | 165  | 181  |

| 1968 | 1975 | 1982 | 1990 | 1999 | 2006 | 2011 | 2016 | 2021 |
| ---- | ---- | ---- | ---- | ---- | ---- | ---- | ---- | ---- |
| 164  | 121  | 115  | 114  | 90   | 120  | 105  | 102  | 102  |

| 2022 | - | - | - | - | - | - | - | - |
| ---- | - | - | - | - | - | - | - | - |
| 100  | - | - | - | - | - | - | - | - |

## Lieux et monuments
- Église Saint-Taurin. Un retable et un tableau sont classés au titre objet aux monuments historiques[27].
- Château des Yveteaux du XVIe siècle[28], partiellement inscrit au titre des monuments historiques par arrêté du 8 novembre 1988[29], avec son jardin et sa chapelle. Nicolas Vauquelin y vécut.
- Manoir des Ostieux des XVe et XVIe siècles, très remanié, flanqué de tourelles[30], partiellement inscrit au titre des monuments historiques par arrêté du 16 juin 2005[31], avec son parc et sa chapelle.
- Gare des Yveteaux-Fromentel.

## Personnalités liées à la commune
- Nicolas Vauquelin des Yvetaux (1567-1649), précepteur de Louis XIII.